# Městské opevnění (Znojmo)
Městské opevnění ve Znojmě tvořilo městský obranný systém, vzniklý ve 13. století.
Znojmo bylo nejsilnější středověkou hraniční pevností jihu Moravy. Opevnění bylo vybudováno za vlády Přemysla Otakara II. Velmi zranitelný byl úsek od náměstí Svobody po Pasteurovu ulici, a právě proto byl v průběhu 13. až 14. století zesílen. Opevnění tvořily čtyři brány a několik pásem hradebních zdí. Z důvodu osmanského vpádu na Moravu bylo opevnění značně zdokonaleno. Do 17. století byl systém znojemského městského opevnění vylepšován. Po skončení napoleonských válek se opevnění postupně začalo odbourávat. Do dnešní doby se dochovala část hradeb s baštami, torzo Pražské brány a Vlkova věž, původně součást Vídeňské brány.

## Galerie

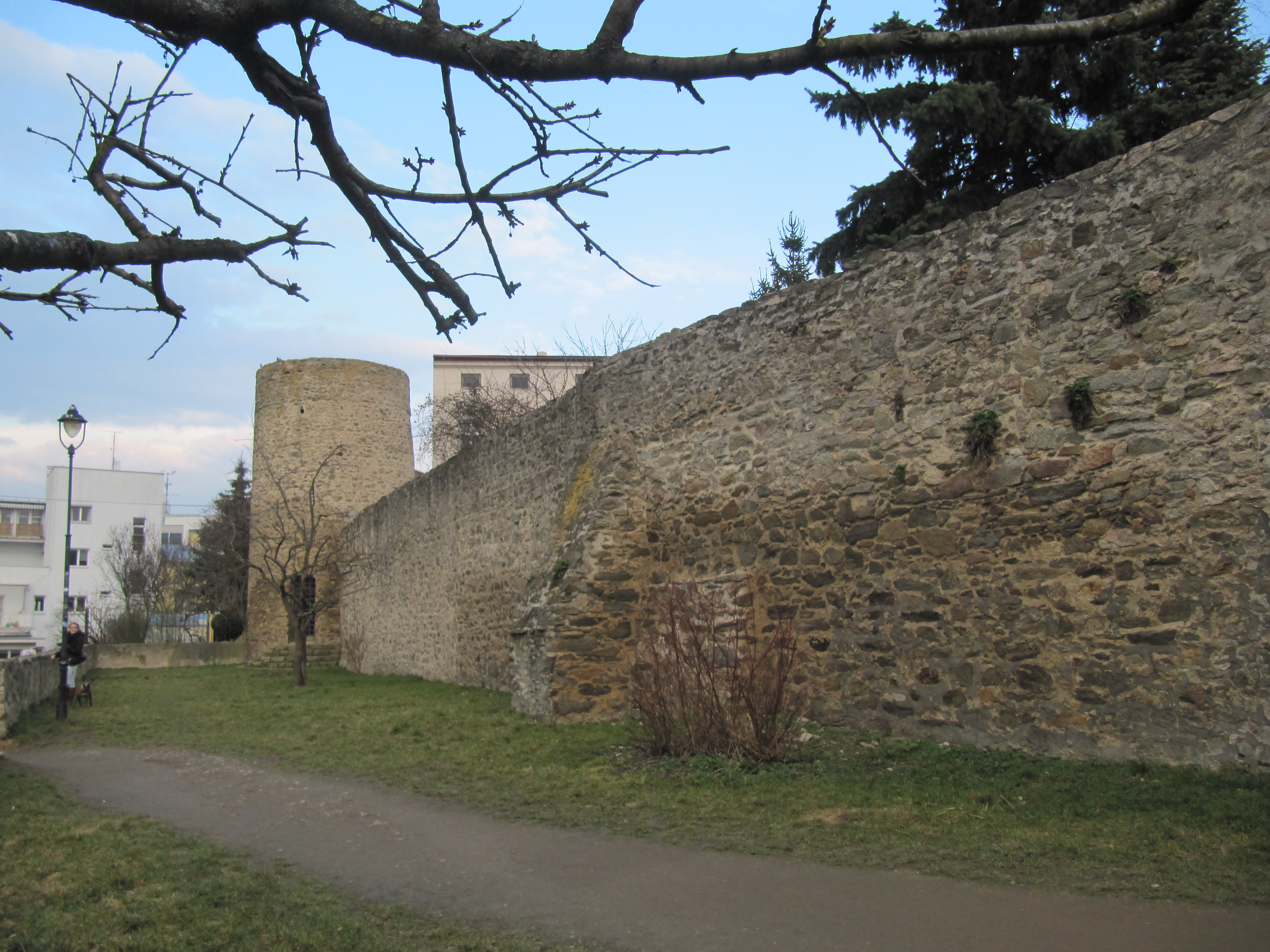
Pohled na sever
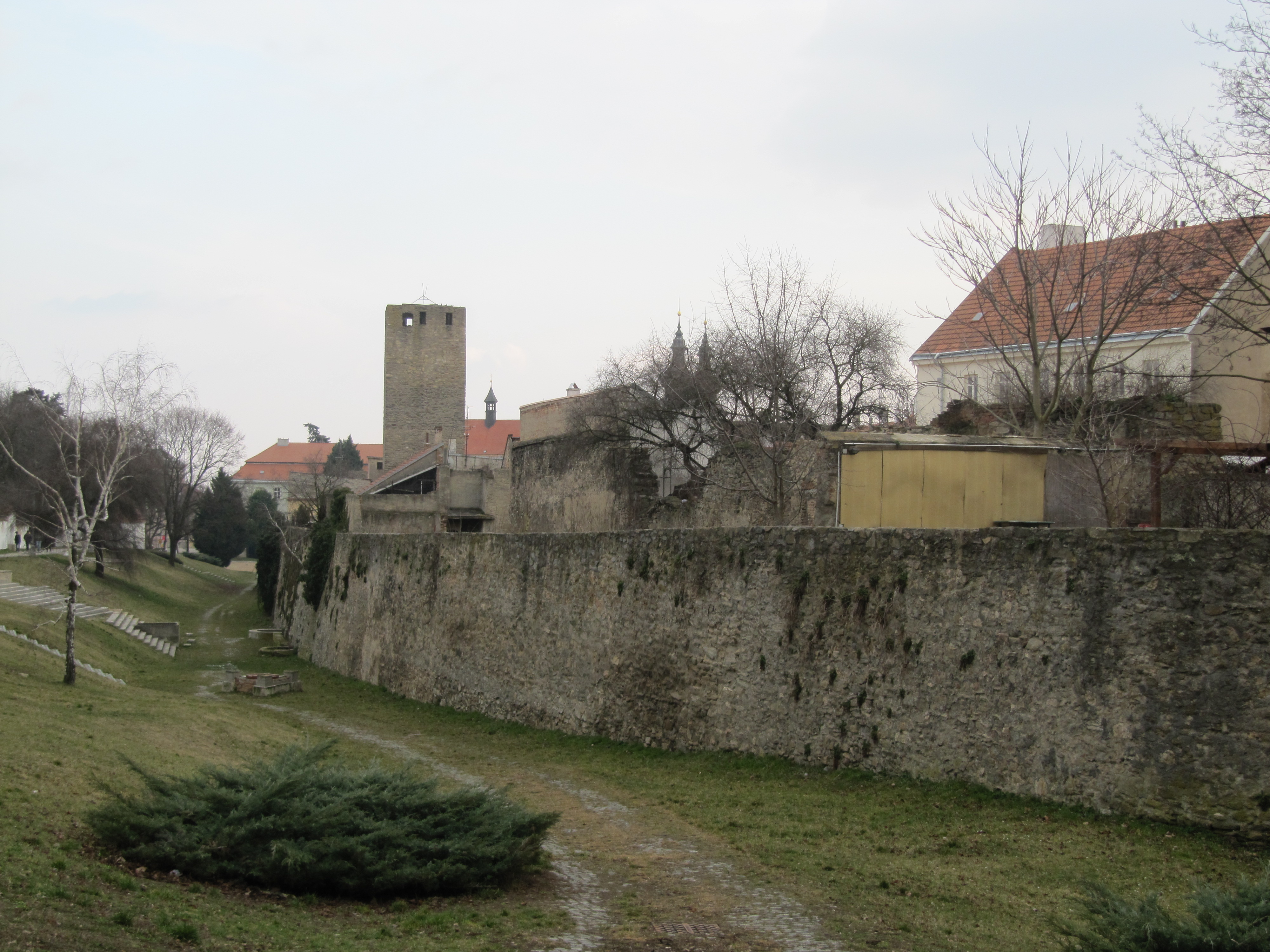
Pohled na severovýchod
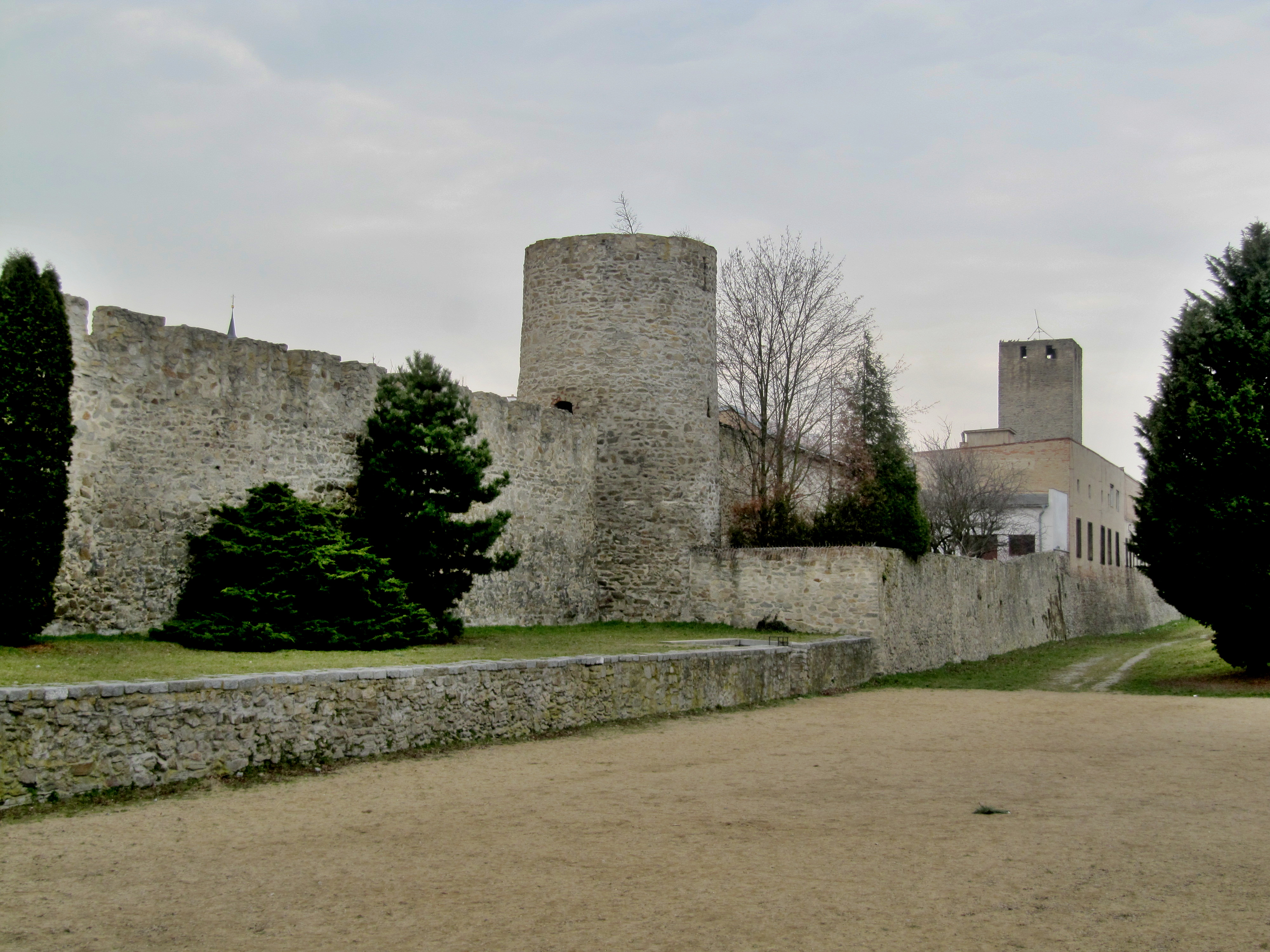
Pohled na východ
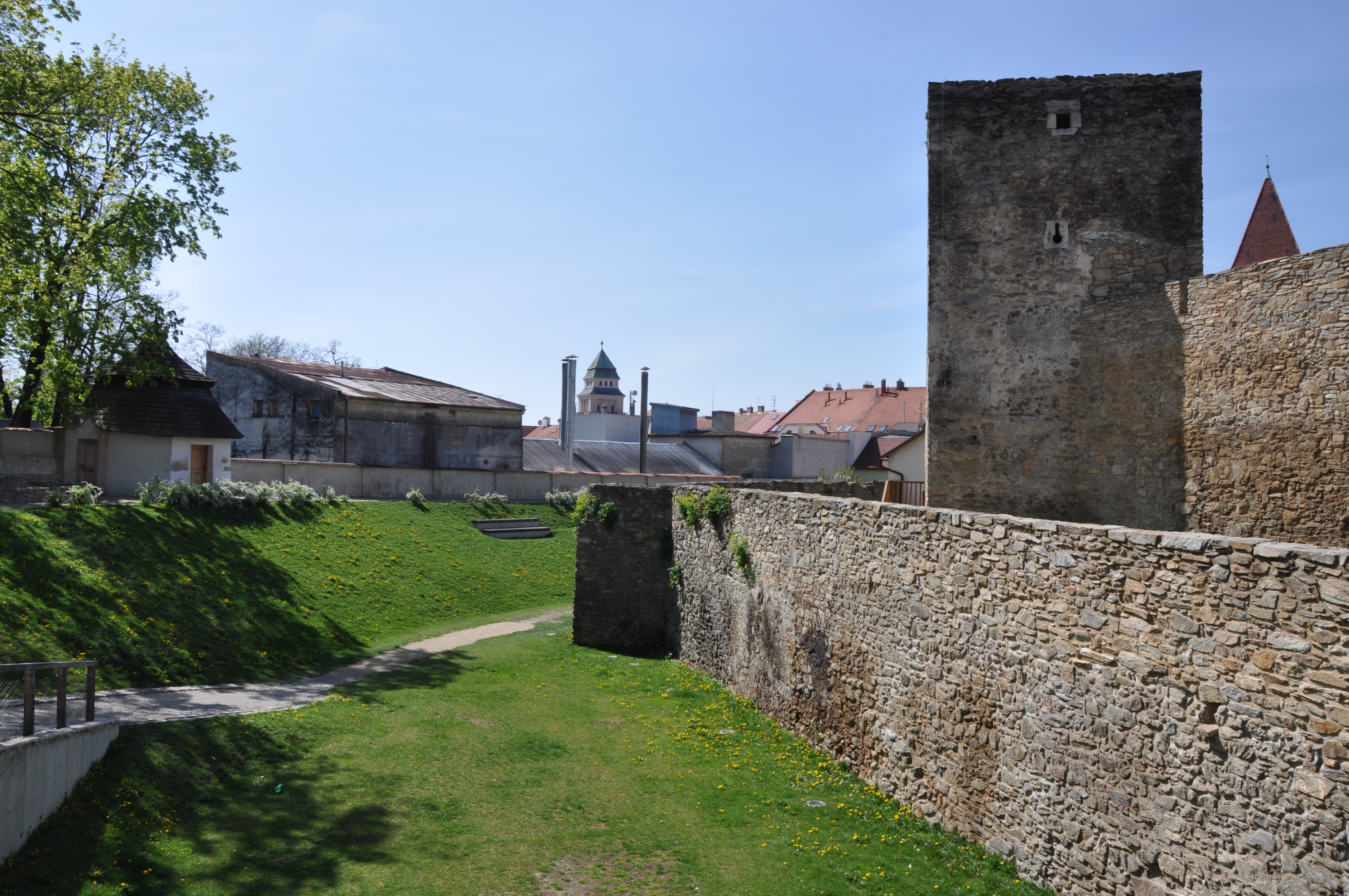
Opevnění
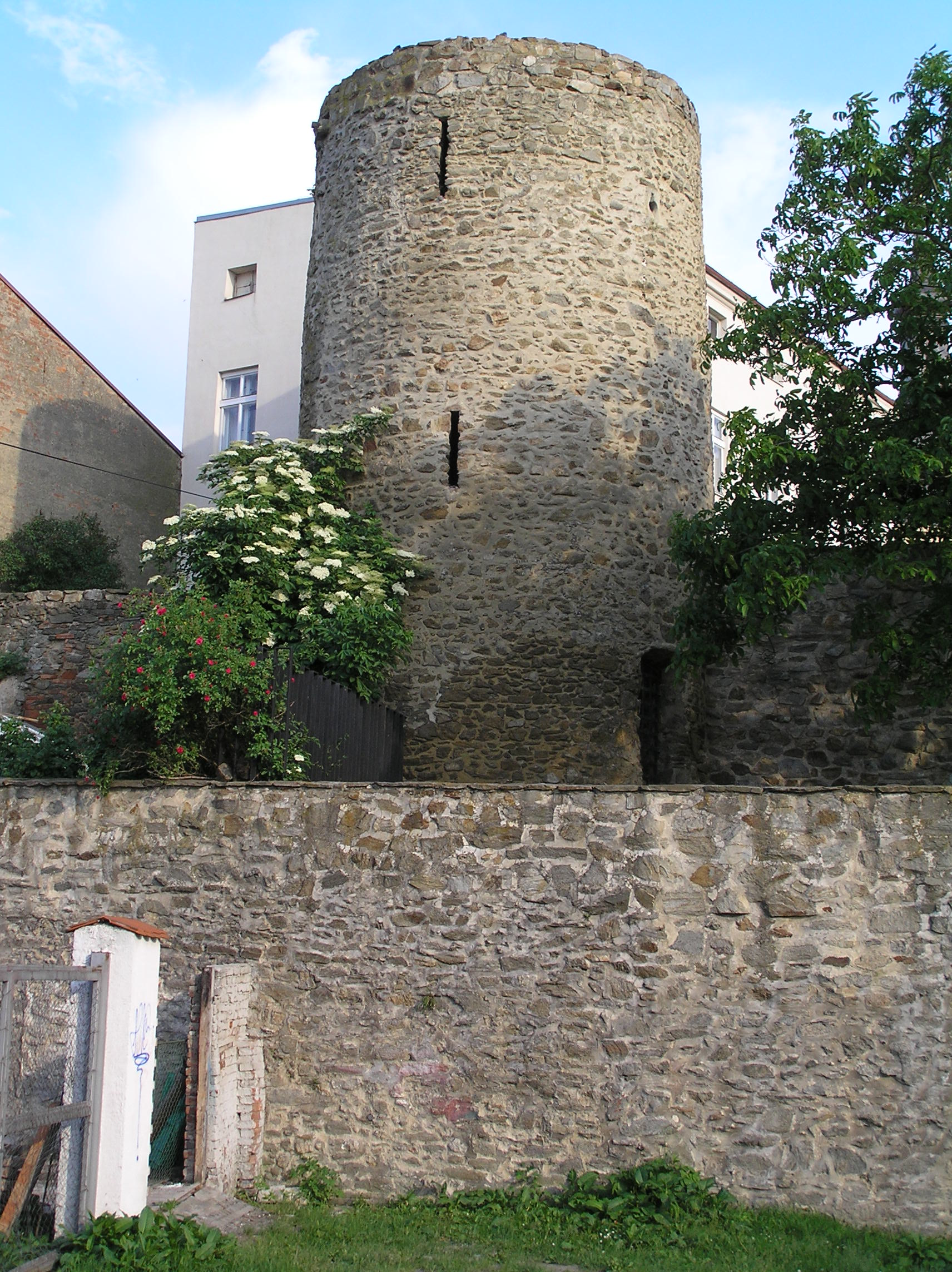
Hradební věž